# 한국원자력연구원
재단법인 한국원자력연구원(韓國原子力硏究院, Korea Atomic Energy Research Institute, KAERI)은 대전광역시 유성구 대덕대로989번길 111(덕진동)에 위치한 1959년에 설립된 대한민국 최초의 원자력 연구 기관으로 원자로의 연구 및 개발, 방사성 동위원소의 생산 및 핵기술자의 양성을 주요 업무로 하고 있다. 1958년 원자력기본법(원자력법)에 의해 설립된 국내 유일의 원자력연구기관으로 초기에는 정부조직이었으나 1980년 정부출연연구기관이 되었다. 과학기술정보통신부 산하 기타공공기관으로 지정되어 있다.
한국 원자력 연구원에서는 원자력의 평화적 이용이라는 설립 취지에 따라 방사선의 산업적 이용, 동위원소 생산, 미래 원자력에너지 연구, 방사선의 의학적 이용, 원자력 정책연구 등의 연구업무를 수행하며 연구로인 하나로 원자로를 운영하고 있다.
한국원자력연구원의 분원은 정읍과 경주에 위치한다. 정읍 분원(첨단방사선연구소)은 전북특별자치도 정읍시 금구길 29에 위치하고, 경주 분원(양성자과학연구단)은 경상북도 경주시 건천읍 미래로 181에 위치한다. 직원 수는 2022년 3월 1일 기준 총원 1,717명이다. 이는 임원 1명, 연구·기술직 1,281명, 행정직 123명, 기능·운영직 312명으로 구성되어있다. 2022년 12월 14일 주한규 제22대 원장이 취임식을 갖고 3년 임기를 시작하였다.
이 외의 더 자세한 내용은 한국원자력연구원 공식 홈페이지 https://www.kaeri.re.kr/를 참고하도록 하자.

## 연혁
- 1959년 3월 1일 원자력연구소 개소.(서울 노원구 홍릉 국립연구소)
- 1959년 7월 1일 미국 제너럴아토믹社 우리나라 최초의 소형 연구용 원자로 트리가 마크-2 기공
- 1962년 3월 1일 소형 연구용 원자로 트리가 마크-2 가동시작(서울 노원구 홍릉)
- 1969년 4월 3일 미국 제너럴아토믹社 우리나라 최초의 소형 연구용 원자로 트리가 마크-2 가동이후로, 소형 연구용 원자로 트리가 마크-3 기공
- 1972년 5월 10일 소형 연구용 원자로 트리가 마크-3 첫 임계 도달하면서 가동시작(서울 노원구 홍릉)
- 1973년 2월 17일 원자력연구소, 방사선의학연구소, 방사선농학연구소가 합쳐져서 한국원자력연구소 발족.
- 1975년 11월 13일 대덕분소 센터 기공식(충남 대덕구 탄동면 덕진리 제2연구단지)
- 1980년 3월 2일 대덕분소 센터 및 방사선동위원소,방사성폐기물처분시설 준공
- 1980년 12월 31일 한국에너지연구소로 이름 바꿈.
- 1989년 12월 30일 한국원자력연구소로 원래 이름으로 바꿈.
- 1990년 9월 1일 방사성 폐기물 관리 부설인 원자력환경관리센터 발족
- 1994년 10월 1일 소형 연구용 원자로 "하나로" 설계 및 착공(대전직할시 대덕구 탄동면 덕진리 제2연구단지)
- 1995년 1월 10일 소형 연구용 원자로 "트리가 마크-2" 보존 및 "트리가 마크-3" 퇴역(서울 노원구 신공릉리)
- 1995년 1월 30일 소형 연구용 원자로 "하나로" 핵장전 시작
- 1995년 4월 7일 소형 연구용 원자로 "하나로" 가동
- 2007년 3월 27일 한국원자력연구원으로 이름 바꿈.[1]

## 주요연구성과
- 1987년 중수로 핵연료 국산화
- 1988년 경수로 핵연료 국산화
- 1995년 연구용 원자로 '하나로 원자로' 자력 설계 및 건조
- 1996년 한국표준형원전 개발
- 2001년 방사성 의약품 신약 '밀리칸주' 개발
- 2002년 일체형 원자로 SMART 기본설계 완료
- 2003년 지르코늄 신합금 핵연료 피복관 개발
- 2006년 KALIMER-600 개념설계 완료
- 2006년 열수력 종합효과실험장치 ATLAS구축
- 2009년 요르단 연구용 원자로 건설사업 수주
- 2010년 냉중성자 연구시설 구축
- 2011년 대용량 선형 양성자 가속기 개발

## 주요연구분야
- 연구용 원자로 이용 연구개발 하나로 운영, 중성자 이용 연구, 동위원소 이용 기술 개발
- 수출형원자로 개발 연구용 원자로 수출, SMART 개발
- 미래원자력 시스템 개발 파이로프로세싱 기술 개발, 소듐냉각고속로(SFR) 개발, 초고온가스로(VHTR) 개발, 고준위 폐기물 장기관리 기술 개발
- 원자력 안전 연구개발 열수력안전연구, 중대사고 연구, 확률론적 안정성 평가(PSA), 원자력 환경 안전 연구, 상용 원전 핵심기술 개발
- 핵연료, 원자력 재료 개발 핵연료 개발, 원자력 재료개발
- 미래형 신기술 개발 방사선 융합 기술 개발, 양성자 가속기 개발, 핵융합 기술 개발

## 조직

### 한국원자력연구원
- 감사

#### 부원장
- 품질경영부
- 원자력안전·환경연구소
- 핵연료주기기술연구소
- 원자로개발연구소
- 방사선과학연구소
- 첨단방사선연구소
- 경영기획본부
- 안전관리본부
- 소통협력본부
- 원자력정책연구센터

## 사고
2017년 원자력안전위원회는 2016년 11월 7일부터 2017년 4월 19일까지 한국원자력연구원의 방사성폐기물 실태를 조사하여, 총 36건의 원자력 안전법 위반 사항을 확인하였다. 이 중에는 방폐물 무단 폐기와 관리 기록 조작 등도 포함되어 있어서 형사 입건 조치하였으며, 지난 2012년부터 2015년까지의 여러 중대 혐의들에 대해서도 위반 사실을 밝혀내었다. 이 중에는 장갑, 비닐 등의 방사성폐기물을 임의로 태웠으며, 방사성물질에 오염된 물을 빗물관으로 몰래 흘려버리거나, 혹은 방폐물을 함부로 녹이거나 땅에 묻고, 몰래 버리기도 하였다. 또한 소각한 방사성폐기물 4.9톤에 대한 정보를 기록하지 않았으며, 방사선 관리 구역안에서 쓴 장비를 무단으로 매각하는 등의 원자력 안전관리 규정을 상습적으로 위반한 걸 잡아내었다.
2018년 1월 20일 밤 한국원자력연구원 가연성 폐기물 시설에서는 외벽 수도배관 동파방지용 열선 과열로 불이 나 외벽과 지붕 150m2가 탔다. 이에 당시 대처가 미흡했던 것에 대해 25일에 사과하였다. 원자력연구원은 이날 설명자료를 내어 "연구원 내 폐기물처리시설 화재사건에 대한 자체 정밀 재조사 결과 관련 부서 보고 누락으로 대외적으로 잘못된 정보를 제공했다."며 "국민 여러분께 진심으로 사과의 말씀 드린다."고 밝혔다. 화재 발생 이후 오후 7시 23분쯤 연기나 열, 불꽃까지 감지할 수 있는 화재조기경보기(USN)가 첫 경보를 울렸으나, 상황실 근무자들은 불이 난 가연성 폐기물 처리시설 인근의 수송용기실험동에서 화재가 발생한 것으로 오인해 비상출동했다. 기존 발표내용에서는 이 부분까지 44분여 동안의 상황을 빠뜨린 채 화재감지기를 초기화한 오후 8시 7분부터의 상황만 전해졌다. 결국 초기 감지 시각부터 소방서에 신고된 오후 8시 23분까지 1시간 동안 화재 현장에는 실질적인 화재진압 조치가 취해지지 않은 셈이다. 그리고 원자력연구원이 소방본부와 언론등에 알린 화재 확인 시각은 8시 21분이었다. 2분 뒤 근무자가 소방서에 신고, 초기 진화에 나섰다고 설명하였다. 하재주 원장은 "근무자의 초동대처 미흡과 최조 화재 인지 시각에 대한 담당부서의 임의적인 보고 누락으로 잘못된 정보를 제공한 담당부서장을 즉시 직위해제 했다."며 "추가 조사를 통해 관련자에 대한 엄정한 처벌과 재발방지에 만전을 기할 것을 약속드린다."고 강조했다. 이 사고로 소방서 추산 2천185만원 상당의 재산 피해가 났다.
2018년 5월 9일 원자력안전위원회에 보도자료를 발표하였다 과거에 가동을 했던 서울연구로(트리가 마크 2,3) 해체 및 제염작업과정에서 생기는 납폐기물, 등을 34톤의 절취처분하였다는 무단혐의로 조사를 하였다고 원자력안전위원회가 밝혔다. 한국원자력연구원이 이번 사건으로 재발방지를 촉구를 하였다.

## 같이 보기
- 국가연구소대학교
- 한국원자력안전기술원
- 한국전력기술
- 한전원자력연료
- 대덕연구개발특구